# Iwakura
Iwakura (岩 仓 市, Iwakura-shi) és una ciutat que es troba a la Prefectura d'Aichi, al Japó.

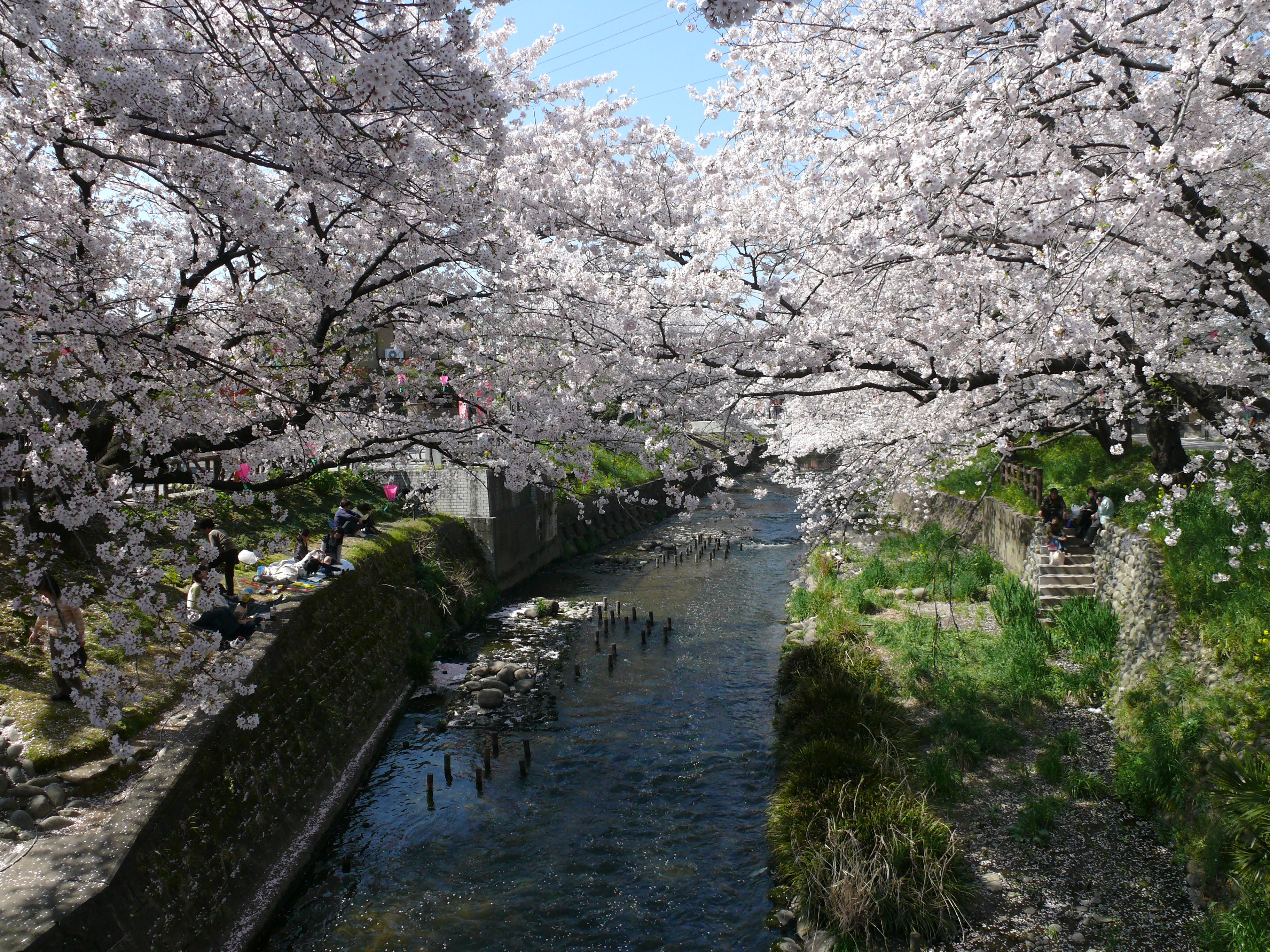
Arbres de sakura al riu Gojo.

Segons dades del 2010, la ciutat té una població estimada de 48.255 habitants i una  densitat de 4.600 persones per km². L'àrea total és de 10,49 km².
La ciutat va ser fundada l'1 de desembre de 1971.
Un dels rius més importants que creua la ciutat és el Gojo, on abunden nombrosos arbres de sakura i es realitzen els hanami (observació de la florida) a la primavera.